# Razcepljenke
Razcepljenke (znanstveno ime Inocybe) so rod gliv iz družine razcepljark (Inocybaceae).
Znanstveno ime Inocybe pomeni "vlaknasti klobuk". Izhaja iz grških besed ἴς (v rodilniku ἴνος, kar pomeni "mišica, živec, vlakno, moč, moč") in κύβη ("glava"). Zaradi radialno vlaknatega klobuka se na robovih rade razcepijo, po čemer so dobile slovensko ime.

## Značilnosti
Klobuk je majhen do srednje velik, tanek, sprva ozko stožčast ali zvonast kasneje se sploščijo in na sredini ohranijo izboklino. Večinoma imajo različne odtenke rjave barve, čeprav obstajajo tudo bele vrste in pa nekatere z lila ali škrlatnimi odtenki. Površina je suhega videza in pogosto so vidna radialna vlakna. Povrhnjica je fino svilnata in včasih posuta z ostanki delne koprene. Obstajajo tudi vrste z volnato površino. Na robu klobuka se sprva pokaže bleda zavesa, ki hitro izgine, v starosti pa pogosto predstavlja kratke radialne razpoke. 
Lističi so gosti, debeli in stisnjeni in le šibko pritrjene na bet oziroma skoraj proste. Barva je na začetku pretežno bela, ki se zgodaj spremeni v sivo-rjavo, oker-rjavo ali sivo-olivno. Ostrinka ostane belkasta.
Bet je tanek, vlaknast, valjast, bolj ali manj odebeljen in v dnu bel, znotraj votel. Površina je belkasta, gladka, bleščeča in pogosto svilnata ter rahlo dlakava proti vrhu stebla. Nima obročka.
Trosni prah je rjav. Trosi so drobni, običajno ovalni, pogosto podolgovati v obliki mandlja ali fižola, včasih so zvezdaste oblike, gladki, nikoli bradavičasti in brez klic. Bazidiji imajo po 4 trose. Cistide so vretenaste oblike, izbočene v sredini in z ostro konico. Včasih imajo na konici kristale.
Pogosto imajo značilen vonj, ki ga različno opisujejo kot vonj po plesni ali po spermi.
Številne vrste so strupene in vsebujejo muskarin.
Razcepljenke so mikorizne in živijo v simbiozi z rastlinami. Veliko število vrst v rodu je posledica prilagajanja različnim drevesom in lokalnim okoljem.

## Seznam razcepljenk Slovenije[5]
- hojeva razcepljenka (Inocybe abietis)
- črtasta razcepljenka (Inocybe abjecta)
- ostrogrba razcepljenka (Inocybe acuta)
- beloroba razcepljenka (Inocybe albomarginata)
- žametnobetna razcepljenka (Inocybe albovelutipes)
- jelševa razcepljenka (Inocybe alnea)
- topotrosna razcepljenka (Inocybe amblyospora)
- ovesena razcepljenka (Inocybe appendiculata)
- pšenična razcepljenka (Inocybe arenicola)
- šopasta razcepljenka (Inocybe assimilata)
- zvezdastotrosna razcepljenka (Inocybe asterospora)
- pozlačena razcepljenka (Inocybe auricoma)
- marelična razcepljenka (Inocybe bresadolae)
- rjavoluska razcepljenka (Inocybe brunneotomentosa)
- poprhnjena razcepljenka (Inocybe calida)
- bledičastotrosna razcepljenka (Inocybe calospora)
- višinska razcepljenka (Inocybe catalaunica)
- knežja razcepljenka (Inocybe caesariata)
- naluskana razcepljenka (Inocybe cincinnata)
- zelenkasta razcepljenka (Inocybe coelestium)
- zoprna razcepljenka (Inocybe corydalina)
- krivobetna razcepljenka (Inocybe curvipes)
- varljiva razcepljenka (Inocybe decipiens)
- klobučevinasta razcepljenka (Inocybe dulcamara)
- naježena razcepljenka (Inocybe erinaceomorpha)
- vlaknata razcepljenka (Inocybe fibrosa)
- sivolistna razcepljenka (Inocybe fibrosoides)
- kosmičasta razcepljenka (Inocybe flocculosa)
- dišavna razcepljenka (Inocybe fraudans)
- otrobasta razcepljenka (Inocybe furfurea)
- žarkasta razcepljenka (Inocybe fuscidula)
- prstenolistna razcepljenka (Inocybe geophylla)
- drobnotrosna razcepljenka (Inocybe glabripes)
- gladkokožna razcepljenka (Inocybe glabrodisca)
- Godejeva razcepljenka (Inocybe godeyi)
- razcepljena razcepljenka (Inocybe grammata)
- sivolilasta razcepljenka (Inocybe griseolilacina)
- sivoovojna razcepljenka (Inocybe griseovelata)
- sivozelena razcepljenka (Inocybe haemacta)
- mandljeva razcepljenka (Inocybe hirtella)
- medlorjava razcepljenka (Inocybe hypophaea)
- bodičasta razcepljenka (Inocybe hystrix)
- rožnata razcepljenka (Inocybe incarnata)
- belogrba razcepljenka (Inocybe inodora)
- raztrgana razcepljenka (Inocybe lacera)
- kratkobetna razcepljenka (Inocybe langei)
- puhasta razcepljenka (Inocybe lanuginosa)
- močvirska razcepljenka (Inocybe leptocystis)
- lesna razcepljenka (Inocybe leptophylla)
- prevlečena razcepljenka (Inocybe leucoblema)
- rumena razcepljenka (Inocybe lutescens)
- grbotrosna razcepljenka (Inocybe margaritispora)
- igličevna razcepljenka (Inocybe mixtilis)
- repasta razcepljenka (Inocybe napipes)
- Friesova razcepljenka (Inocybe nitidiuscula)
- poletna razcepljenka (Inocybe oblectabilis)
- ozkocistidna razcepljenka (Inocybe obscurobadia)
- okrasta razcepljenka (Inocybe ochracea)
- ovalnocistidna razcepljenka (Inocybe ovatocystis)
- sivogrba razcepljenka (Inocybe pallida)
- pelargonijina razcepljenka (Inocybe pelargonium)
- sivoroba razcepljenka (Inocybe petiginosa)
- svetloroba razcepljenka (Inocybe phaeodisca)
- rjavobetna razcepljenka (Inocybe phaeoleuca)
- jesenska razcepljenka (Inocybe posterula)
- zgodnja razcepljenka (Inocybe praetervisa)
- širokolistna razcepljenka (Inocybe pseudodestricta)
- smrekova razcepljenka (Inocybe pseudohiulca)
- porisana razcepljenka (Inocybe pusio)
- dišeča razcepljenka (Inocybe pyriodora)
- jelkina razcepljenka (Inocybe queletii)
- medlenkasta razcepljenka (Inocybe rufoalba)
- bezgova razcepljenka (Inocybe sambucina)
- rjasta razcepljenka (Inocybe sapinea)
- cedrina razcepljenka (Inocybe scabelliformis)
- polstena razcepljenka (Inocybe similis)
- slamnatorumena razcepljenka (Inocybe sindonia)
- lepa razcepljenka (Inocybe splendens)
- temnorjava razcepljenka (Inocybe subcarpta)
- tobakasta razcepljenka (Inocybe tabacina)
- črnobetna razcepljenka (Inocybe tenebrosa)
- ovenčana razcepljenka (Inocybe terrigena)
- tribarvna razcepljenka (Inocybe tricolor)
- belkasta razcepljenka (Inocybe umbratica)
- oranžnorjava razcepljenka (Inocybe vaccina)
- pordečela razcepljenka (Inocybe whitei)